# Андрос (острво, Грчка)
Андрос или Андро (грчки грч. ) је једно острва у групацији Киклада у Грчкој. правно острво чини засебну и једину општину у оквиру округа Андрос Периферије Јужни Егеј. Оно укључују и околна острвца и хриди. Средиште острва и главно место округа је градић Андрос.

## Географија
Андрос је једно од највећих острва Киклада, удаљено око 100 km источно од Атине и око 50 km од копна (југоисточна Атика). Острво се налази 15ак km јужно од Евбеје, а најближе суседно острво је Тинос на свега 3 km. Острво је средње разуђено и планинско у већем делу. Постоји неколико долина, које су погодне за земљорадњу.
Андрос спада у острва Киклада која су ближа копну и имају обиље подземних вода, чине се надокнађује средоземна клима са дугим, жарким и сушним летима и благим и не баш кишовитим зимама. Биљни и Животињски свет су такође особени за ову климу, а од гајених култура доминира маслина. Због обиља подземне воде острво има бујну зимзелену шуму.

## Историја
За Андрос, као и за целокупне Кикладе, је необично важно раздобље касне праисторије, тзв. Кикладска цивилизација, зависна и блиска Критској. Иза Кикладске цивилизације су данас остале бројне фигурине-идоли, везане за загробни живот. Током старе Грчке Андрос је прво био насељен Јонцима, а затим један од малих полиса у веома важном делу Грчке. Пред крај класичног периода Андрос је потпао под власт Атине.
После тога острвом је владао стари Рим, а затим и Византија. 1204. године после освајања Цариграда од стране крсташа Киклади потпадају под власт Млечана, под којима остају вековима, до 1566. године, када нови господар постаје османско царство. Становништво Андроса је било укључено у Грчки устанак 20их година 19. века, па је острво оно је одмах припало новооснованој Грчкој. Међутим, развој нове државе није спречио исељавање месног становништва у 20. веку. Последњих деценија ово је донекле умањено развојем туризма.

## Становништво
Главно становништво на Андросу су Грци. Андрос и поред бујне вегетације спада у ређе насељена острва међу значајинијим острвима Киклада. Андрос нема великих насеља - главно место на острву, град Андрос има свега 1.500 становника.

## Привреда
Привреда Андроса се заснива на туризму и поморству, а мање на традициналној пољопривреди (јужно воће, маслине).